# Ким Нам Чхун
Ким Нам Чхун (кор. 김남춘?, 金南春?; 19 апреля 1989, Инчхон, Республика Корея — 30 октября 2020, Сеул, Республика Корея) — южнокорейский футболист, выступавший на позиции центрального защитника.

## Карьера
Ким Нам Чхун является выпускником Квангвунского университета, футбольную команду которого он представлял в университетской лиге. В декабре 2012 года профессиональный контракт с молодым игроком подписал футбольный клуб «Сеул».
Дебют защитника на высшем уровне состоялся 1 мая 2013 года — он вышел в стартовом составе на матч Лиги чемпионов АФК против «Бурирам Юнайтед» и провёл на поле все 90 минут. Свой первый матч в Кей-лиге 1 Ким провёл 18 августа 2014 года против «Инчхон Юнайтед», а 9 октября того же года он впервые отличился забитым мячом, поразив ворота «Ульсан Хёндэ».
На протяжении двух сезонов — 2017 и 2018 годов — Ким защищал цвета клуба «Санджу Санму», что было связано с обязанностью нести воинскую службу.

## Достижения
Сеул
- чемпион Южной Кореи: (1) 2016
- обладатель Кубка Южной Кореи: (1) 2015

## Смерть
30 октября 2020 года тело Ким Нам Чхуна было обнаружено на парковке возле одного из офисных зданий в районе Сонгпа на юго-востоке Сеула. По заявлениям полиции никаких следов преступления выявлено не было, а причиной смерти, вероятно, стал суицид.